# Vörðr
Vörðr (plural Varðir ou verðir : " diretor ", "observador" ou "zelador") no paganismo nórdico, é compreendido como um espírito guardião, que acompanha um indivíduo até a sua morte, ao contrário do Fylgja, que é uma parte interna, o Vǫrðr, é apontado como sendo um espírito externo a pessoa, podendo ser um ancestral tutelar. Essa crença permaneceu forte no folclore Escandinavo até os últimos séculos e ainda permanece nas práticas modernas de reavivamento do paganismo nórdico, como o Heathenismo, Forn Sed e Ásatrú.
A palavra inglesa "wraith " é derivada de vǫrðr, enquanto "ward " e " warden ".
Com a influência do cristianismo sobre as crenças pagãs, os Varðir, foi cada vez mais se aproximando do conceito cristão de anjo da guarda.